# Fidelia Graand-Galon
Fidelia Graand-Galon, née le 8 avril 1959 à Moengo, est une ambassadrice, sociologue et travailleuse sociale surinamaise.

## Biographie
Fidelia Graand-Galon nait le 8 avril 1959 à Moengo.
Elle grandit au sein du peuple okanisi. Elle est ambassadrice à Trinité-et-Tobago de 2007 à 2015. En 2014, elle fait partie de la délégation envoyée par le Suriname pour l'intronisation de la gaaman Gloria 'Mama G' Simms au sein de la communauté marronne de Jamaïque. La même année, Graand-Galon reçoit un doctorat honoris causa en sciences humaines, remis par l'ambassadrice Clyde Rivers pour le United Graduate College and Seminary International, une université chrétienne de Californie. En 2015, elle rentre au Suriname et est chargée d'un nouveau poste au ministère des Affaires étrangères (nl). En 2022, elle devient ambassadrice au Ghana. En 2023, elle prend aussi en charge les relations avec le Kenya. En 2024, elle est en plus aussi chargée des relations avec l'Afrique du Sud. En septembre 2024, elle rencontre plusieurs reines-mères ghanéennes à Dormaa Ahenkro (en).